# Bilan saison par saison des 76ers de Philadelphie

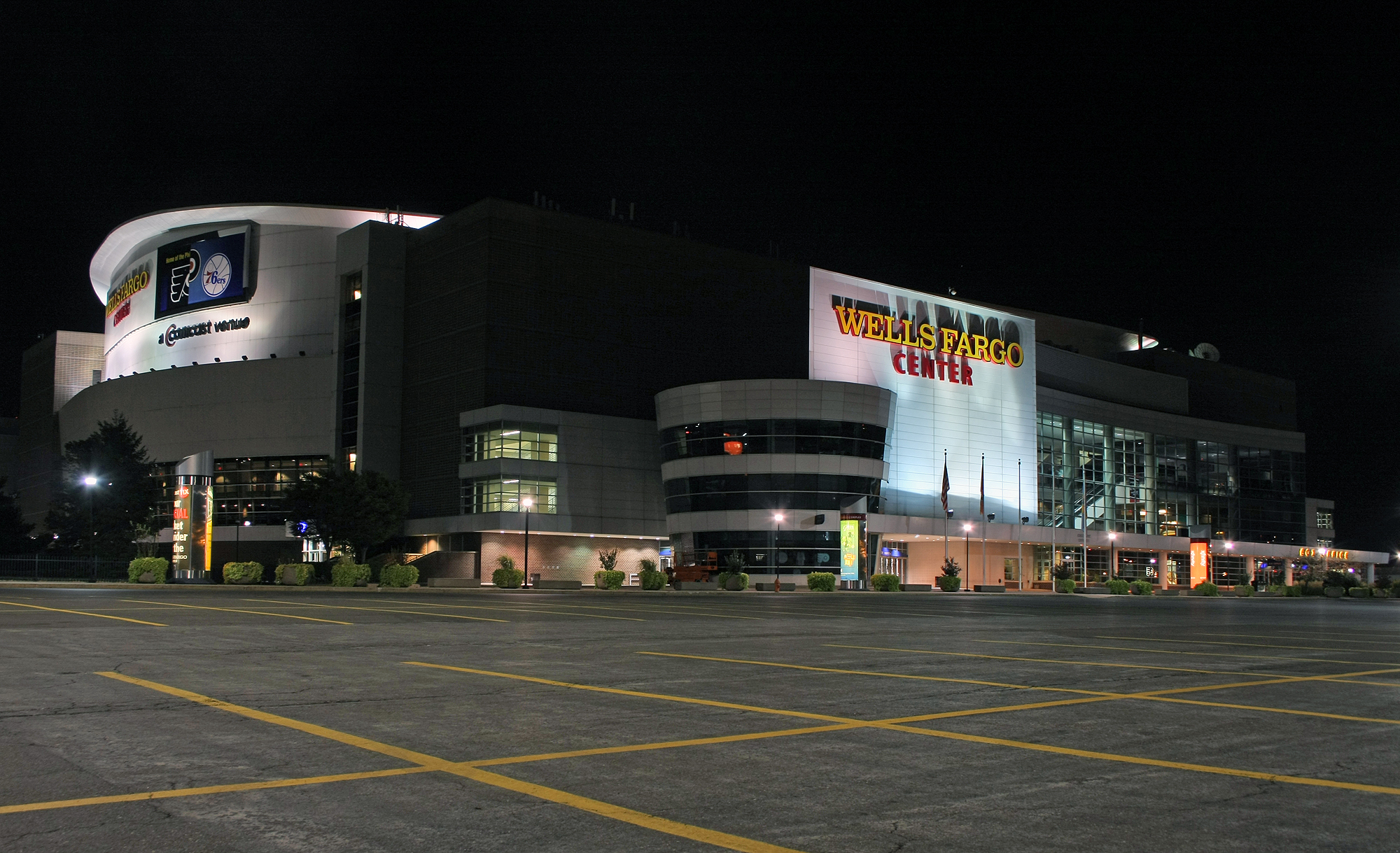
Extérieur du Wells Fargo Center, la salle actuelle des 76ers.

Le tableau suivant est un bilan saison par saison des 76ers de Philadelphie avec les performances réalisées par la franchise depuis sa création en 1949. 
| Syracuse Nationals |                  |                  |                  |                  |                  |       |       |       | |                            |              |
| 1949-50            | 1949-50          | -                | -                | Est              | 1er              | 51    | 13    | 79,7% | Victoire en demi-finale de Division (Philadelphie, 2-0) Victoire en finale de Division (New York, 2-1) Défaite en finale NBA (L.A. Lakers, 2-4)                                         | Al Cervi                   | [ 1 ]        |
| 1950-51            | 1950-51          | -                | -                | Est              | 4e               | 32    | 34    | 48,5% | Victoire en demi-finale de Division (Philadelphie, 2-0) Défaite en finale de Division (New York, 2-3)                                                                                   | Al Cervi                   | [ 2 ]        |
| 1951-52            | 1951-52          | -                | -                | Est              | 1er              | 40    | 26    | 60,6% | Victoire en demi-finale de Division (Philadelphie, 2-1) Défaite en finale de Division (New York, 1-3)                                                                                   | Al Cervi                   | [ 3 ]        |
| 1952-53            | 1952-53          | -                | -                | Est              | 2e               | 47    | 24    | 66,2% | Défaite en demi-finale de Division (Boston, 0-2) | Al Cervi                   | [ 4 ]        |
| 1953-54            | 1953-54          | -                | -                | Est              | 2e               | 42    | 30    | 58,3% | Victoire en phase de poule de l'Est (Boston et New York, 4-0) Victoire en finale de Division (Boston, 2-0) Défaite en finale NBA (L.A. Lakers, 3-4)                                     | Al Cervi                   | [ 5 ]        |
| 1954-55            | 1954-55          | -                | -                | Est              | 1er              | 43    | 29    | 59,7% | Victoire en finale de Division (Boston, 3-1) Victoire en finale NBA (Détroit, 4-3) | Al Cervi                   | [ 6 ]        |
| 1955-56            | 1955-56          | -                | -                | Est              | 3e               | 35    | 37    | 48,6% | Victoire lors du match éliminatoire (New York, 1-0) Victoire en demi-finale de Division (Boston, 2-1) Défaite en finale de Division (Philadelphie, 2-3)                                 | Al Cervi                   | [ 7 ]        |
| 1956-57            | 1956-57          | -                | -                | Est              | 2e               | 38    | 34    | 52,8% | Victoire en demi-finale de Division (Philadelphie, 2-0) Défaite en finale de Division (Boston, 0-3)                                                                                     | Al Cervi Paul Seymour      | [ 8 ]        |
| 1957-58            | 1957-58          | -                | -                | Est              | 2e               | 41    | 31    | 56,9% | Défaite en demi-finale de Division (Philadelphie, 1-2) | Paul Seymour               | [ 9 ]        |
| 1958-59            | 1958-59          | -                | -                | Est              | 3e               | 35    | 37    | 48,6% | Victoire en demi-finale de Division (New York, 2-0) Défaite en finale de Division (Boston, 3-4)                                                                                         | Paul Seymour               | [ 10 ]       |
| 1959-60            | 1959-60          | -                | -                | Est              | 3e               | 45    | 30    | 60,0% | Défaite en demi-finale de Division (Philadelphie, 1-2) | Paul Seymour               | [ 11 ]       |
| 1960-61            | 1960-61          | -                | -                | Est              | 3e               | 38    | 41    | 48,1% | Victoire en demi-finale de Division (Philadelphie, 3-0) Défaite en finale de Division (Boston, 4-1)                                                                                     | Alex Hannum                | [ 12 ]       |
| 1961-62            | 1961-62          | -                | -                | Est              | 3e               | 41    | 39    | 51,3% | Défaite en demi-finale de Division (Philadelphie, 2-3) | Alex Hannum                | [ 13 ]       |
| 1962-63            | 1962-63          | -                | -                | Est              | 2e               | 48    | 32    | 60,0% | Défaite en demi-finale de Division (Cincinnati, 2-3) | Alex Hannum                | [ 14 ]       |
| Philadelphia 76ers |                  |                  |                  |                  |                  |       |       |       | |                            |              |
| 1963-64            | 1963-64          | -                | -                | Est              | 3e               | 34    | 46    | 42,5% | Défaite en demi-finale de Division (Cincinnati, 2-3) | Dolph Schayes              | [ 15 ]       |
| 1964-65            | 1964-65          | -                | -                | Est              | 3e               | 40    | 40    | 50,0% | Victoire en demi-finale de Division (Cincinnati, 3-1) Défaite en finale de Division (Boston, 3-4)                                                                                       | Dolph Schayes              | [ 16 ]       |
| 1965-66            | 1965-66          | -                | -                | Est              | 1er              | 55    | 25    | 68,8% | Défaite en finale de Division (Boston, 1-4) | Dolph Schayes              | [ 17 ]       |
| 1966-67            | 1966-67          | -                | -                | Est              | 1er              | 68    | 13    | 84,0% | Victoire en demi-finale de Division (Cincinnati, 3-1) Victoire en finale de Division (Boston, 4-1) Victoire en finale NBA (San Francisco, 2-4)                                          | Alex Hannum                | [ 18 ]       |
| 1967-68            | 1967-68          | -                | -                | Est              | 1er              | 62    | 20    | 75,6% | Victoire en demi-finale de Division (New York, 4-2) Défaite en finale de Division (Boston, 3-4)                                                                                         | Alex Hannum                | [ 19 ]       |
| 1968-69            | 1968-69          | -                | -                | Est              | 2e               | 55    | 27    | 67,1% | Défaite en demi-finale de Division (Boston, 1-4) | Jack Ramsay                | [ 20 ]       |
| 1969-70            | 1969-70          | -                | -                | Est              | 4e               | 42    | 40    | 51,2% | Défaite en demi-finale de Division (Milwaukee, 1-4) | Jack Ramsay                | [ 21 ]       |
| 1970-71            | 1970-71          | Est              | 3e               | Atlantique       | 2e               | 47    | 35    | 57,3% | Défaite en demi-finale de conférence (Washington, 3-4) | Jack Ramsay                | [ 22 ]       |
| 1971-72            | 1971-72          | Est              | 6e               | Atlantique       | 3e               | 30    | 52    | 36,6% | - | Jack Ramsay                | [ 23 ]       |
| 1972-73            | 1972-73          | Est              | 8e               | Atlantique       | 4e               | 9     | 73    | 11,0% | - | Roy Rubin Kevin Loughery   | [ 24 ]       |
| 1973-74            | 1973-74          | Est              | 8e               | Atlantique       | 4e               | 25    | 57    | 30,5% | - | Gene Shue                  | [ 25 ]       |
| 1974-75            | 1974-75          | Est              | 7e               | Atlantique       | 4e               | 34    | 48    | 41,5% | - | Gene Shue                  | [ 26 ]       |
| 1975-76            | 1975-76          | Est              | 4e               | Atlantique       | 2e               | 46    | 36    | 56,1% | Défaite au premier tour (Buffalo, 1-2) | Gene Shue                  | [ 27 ]       |
| 1976-77            | 1976-77          | Est              | 1er              | Atlantique       | 1er              | 50    | 32    | 61,0% | Victoire en demi-finale de conférence (Boston, 4-3) Victoire en finale de conférence (Houston, 4-2) Défaite en finale NBA (Portland, 2-4)                                               | Gene Shue                  | [ 28 ]       |
| 1977-78            | 1977-78          | Est              | 1er              | Atlantique       | 1er              | 55    | 27    | 67,1% | Victoire en demi-finale de conférence (New York, 4-0) Défaite en finale de conférence (Washington, 2-4)                                                                                 | Gene Shue Billy Cunningham | [ 29 ]       |
| 1978-79            | 1978-79          | Est              | 3e               | Atlantique       | 2e               | 47    | 35    | 57,3% | Victoire au premier tour (New Jersey, 2-0) Défaite en demi-finale de conférence (San Antonio, 3-4)                                                                                      | Billy Cunningham           | [ 30 ]       |
| 1979-80            | 1979-80          | Est              | 3e               | Atlantique       | 2e               | 59    | 23    | 72,0% | Victoire au premier tour (Washington, 2-0) Victoire en demi-finale de conférence (Atlanta, 4-1) Victoire en finale de conférence (Boston, 4-1) Défaite en finale NBA (L.A. Lakers, 2-4) | Billy Cunningham           | [ 31 ]       |
| 1980-81            | 1980-81          | Est              | 3e               | Atlantique       | 2e               | 62    | 20    | 75,6% | Victoire au premier tour (Indiana, 2-0) Victoire en demi-finale de conférence (Milwaukee, 4-3) Défaite en finale de conférence (Boston, 3-4)                                            | Billy Cunningham           | [ 32 ]       |
| 1981-82            | 1981-82          | Est              | 3e               | Atlantique       | 2e               | 58    | 24    | 70,7% | Victoire au premier tour (Atlanta, 2-0) Victoire en demi-finale de conférence (Milwaukee, 4-2) Victoire en finale de conférence (Boston, 4-3) Défaite en finale NBA (L.A. Lakers, 2-4)  | Billy Cunningham           | [ 33 ]       |
| 1982-83            | 1982-83          | Est              | 1er              | Atlantique       | 1er              | 65    | 17    | 79,3% | Victoire en demi-finale de conférence (New York, 4-0) Victoire en finale de conférence (Milwaukee, 4-1) Victoire en finale NBA (L.A. Lakers, 4-0)                                       | Billy Cunningham           | [ 34 ]       |
| 1983-84            | 1983-84          | Est              | 3e               | Atlantique       | 2e               | 52    | 30    | 63,4% | Défaite au premier tour (New Jersey, 2-3) | Billy Cunningham           | [ 35 ]       |
| 1984-85            | 1984-85          | Est              | 3e               | Atlantique       | 2e               | 58    | 24    | 70,7% | Victoire au premier tour (Washington, 3-1) Victoire en demi-finale de conférence (Milwaukee, 4-0) Défaite en finale de conférence (Boston, 1-4)                                         | Billy Cunningham           | [ 36 ]       |
| 1985-86            | 1985-86          | Est              | 3e               | Atlantique       | 2e               | 54    | 28    | 65,9% | Victoire au premier tour (Washington, 3-2) Défaite en demi-finale de conférence (Milwaukee, 3-4)                                                                                        | Matt Guokas                | [ 37 ]       |
| 1986-87            | 1986-87          | Est              | 5e               | Atlantique       | 2e               | 45    | 37    | 54,9% | Défaite au premier tour (Milwaukee, 2-3) | Matt Guokas                | [ 38 ]       |
| 1987-88            | 1987-88          | Est              | 10e              | Atlantique       | 4e               | 36    | 46    | 43,9% | - | Matt Guokas Jim Lynam      | [ 39 ]       |
| 1988-89            | 1988-89          | Est              | 7e               | Atlantique       | 2e               | 46    | 36    | 56,1% | Défaite au premier tour ( New York, 0-3) | Jim Lynam                  | [ 40 ]       |
| 1989-90            | 1989-90          | Est              | 3e               | Atlantique       | 1er              | 53    | 29    | 64,6% | Victoire au premier tour (Cleveland, 3-2) Défaite en demi-finale de conférence (Chicago, 1-4)                                                                                           | Jim Lynam                  | [ 41 ]       |
| 1990-91            | 1990-91          | Est              | 5e               | Atlantique       | 2e               | 44    | 38    | 53,7% | Victoire au premier tour (Milwaukee, 3-0) Défaite en demi-finale de conférence (Chicago, 1-4)                                                                                           | Jim Lynam                  | [ 42 ]       |
| 1991-92            | 1991-92          | Est              | 10e              | Atlantique       | 5e               | 35    | 47    | 42,7% | - | Jim Lynam                  | [ 43 ]       |
| 1992-93            | 1992-93          | Est              | 13e              | Atlantique       | 6e               | 26    | 56    | 31,7% | - | Doug Moe Fred Carter       | [ 44 ]       |
| 1993-94            | 1993-94          | Est              | 11e              | Atlantique       | 6e               | 25    | 57    | 30,5% | - | Fred Carter                | [ 45 ]       |
| 1994-95            | 1994-95          | Est              | 13e              | Atlantique       | 6e               | 24    | 58    | 29,3% | - | John Lucas                 | [ 46 ]       |
| 1995-96            | 1995-96          | Est              | 15e              | Atlantique       | 7e               | 18    | 64    | 22,0% | - | John Lucas                 | [ 47 ]       |
| 1996-97            | 1996-97          | Est              | 14e              | Atlantique       | 6e               | 22    | 60    | 26,8% | - | Johnny Davis               | [ 48 ]       |
| 1997-98            | 1997-98          | Est              | 14e              | Atlantique       | 7e               | 31    | 51    | 37,8% | - | Larry Brown                | [ 49 ]       |
| 1998-99            | 1998-99          | Est              | 6e               | Atlantique       | 3e               | 28    | 22    | 56,0% | Victoire au premier tour (Orlando, 3-1) Défaite en demi-finale de conférence (Indiana, 0-4)                                                                                             | Larry Brown                | [ 50 ]       |
| 1999-00            | 1999-00          | Est              | 5e               | Atlantique       | 3e               | 49    | 33    | 59,8% | Victoire au premier tour (Charlotte, 3-1) Défaite en demi-finale de conférence (Indiana, 2-4)                                                                                           | Larry Brown                | [ 51 ]       |
| 2000-01            | 2000-01          | Est              | 1er              | Atlantique       | 1er              | 56    | 26    | 68,3% | Victoire au premier tour (Indiana, 3-1) Victoire en demi-finale de conférence (Toronto, 4-3) Victoire en finale de conférence (Milwaukee, 4-3) Défaite en finale NBA (L.A. Lakers, 1-4) | Larry Brown                | [ 52 ]       |
| 2001-02            | 2001-02          | Est              | 6e               | Atlantique       | 4e               | 43    | 39    | 52,4% | Défaite au premier tour (Boston, 2-3) | Larry Brown                | [ 53 ]       |
| 2002-03            | 2002-03          | Est              | 4e               | Atlantique       | 2e               | 48    | 34    | 58,5% | Victoire au premier tour (Charlotte, 4-2) Défaite en demi-finale de conférence (Détroit, 2-4)                                                                                           | Larry Brown                | [ 54 ]       |
| 2003-04            | 2003-04          | Est              | 11e              | Atlantique       | 5e               | 33    | 49    | 40,2% | - | Randy Ayers Chris Ford     | [ 55 ]       |
| 2004-05            | 2004-05          | Est              | 7e               | Atlantique       | 2e               | 43    | 39    | 52,5% | Défaite au premier tour (Détroit, 1-4) | Jim O'Brien                | [ 56 ]       |
| 2005-06            | 2005-06          | Est              | 9e               | Atlantique       | 2e               | 38    | 44    | 46,3% | - | Maurice Cheeks             | [ 57 ]       |
| 2006-07            | 2006-07          | Est              | 9e               | Atlantique       | 3e               | 35    | 47    | 42,7% | - | Maurice Cheeks             | [ 58 ]       |
| 2007-08            | 2007-08          | Est              | 7e               | Atlantique       | 3e               | 40    | 42    | 48,8% | Défaite au premier tour (Détroit, 2-4) | Maurice Cheeks             | [ 59 ]       |
| 2008-09            | 2008-09          | Est              | 6e               | Atlantique       | 2e               | 41    | 41    | 50,0% | Défaite au premier tour (Orlando, 2-4) | Maurice Cheeks Tony DiLeo  | [ 60 ]       |
| 2009-10            | 2009-10          | Est              | 13e              | Atlantique       | 4e               | 27    | 55    | 32,9% | - | Eddie Jordan               | [ 61 ]       |
| 2010-11            | 2010-11          | Est              | 7e               | Atlantique       | 3e               | 41    | 41    | 50,0% | Défaite au premier tour (Miami, 1-4) | Doug Collins               | [ 62 ]       |
| 2011-12            | 2011-12          | Est              | 8e               | Atlantique       | 3e               | 35    | 31    | 53,0% | Victoire au premier tour (Chicago, 4-2) Défaite en demi-finale de conférence (Boston, 3-4)                                                                                              | Doug Collins               | [ 63 ]       |
| 2012-13            | 2012-13          | Est              | 9e               | Atlantique       | 4e               | 34    | 48    | 41,5% | - | Doug Collins               | [ 64 ]       |
| 2013-14            | 2013-14          | Est              | 14e              | Atlantique       | 5e               | 19    | 63    | 23,2% | - | Brett Brown                | [ 65 ]       |
| 2014-15            | 2014-15          | Est              | 14e              | Atlantique       | 4e               | 18    | 64    | 22,0% | - | Brett Brown                | [ 66 ]       |
| 2015-16            | 2015-16          | Est              | 15e              | Atlantique       | 5e               | 10    | 72    | 12,2% | - | Brett Brown                | [ 67 ]       |
| 2016-17            | 2016-17          | Est              | 14e              | Atlantique       | 4e               | 28    | 54    | 34,1% | - | Brett Brown                | [ 68 ]       |
| 2017-18            | 2017-18          | Est              | 3e               | Atlantique       | 3e               | 52    | 30    | 63,4% | Victoire au premier tour (Miami, 4-1) Défaite en demi-finale de conférence (Boston, 1-4)                                                                                                | Brett Brown                | [ 69 ]       |
| 2018-19            | 2018-19          | Est              | 3e               | Atlantique       | 2e               | 51    | 31    | 62,2% | Victoire au premier tour (Brooklyn, 4-1) Défaite en demi-finale de conférence (Toronto, 3-4)                                                                                            | Brett Brown                | [ 70 ]       |
| 2019-20            | 2019-20          | Est              | 6e               | Atlantique       | 3e               | 43    | 30    | 58,9% | Défaite au premier tour (Boston, 0-4) | Brett Brown                | [ 71 ]       |
| 2020-21            | 2020-21          | Est              | 1er              | Atlantique       | 1er              | 49    | 23    | 68,1% | Victoire au premier tour (Washington, 4-1) Défaite en demi-finale de conférence (Atlanta, 3-4)                                                                                          | Doc Rivers                 | [ 72 ]       |
| 2021-22            | 2021-22          | Est              | 4e               | Atlantique       | 2e               | 51    | 31    | 62,2% | Victoire au premier tour (Toronto, 4-2) Défaite en demi-finale de conférence (Miami, 2-4)                                                                                               | Doc Rivers                 | [ 73 ]       |
| 2022-23            | 2022-23          | Est              | 3e               | Atlantique       | 2e               | 54    | 28    | 65,9% | Victoire au premier tour (Brooklyn, 4-0) Défaite en demi-finale de conférence (Boston, 3-4)                                                                                             | Doc Rivers                 | [ 74 ]       |
| 2023-24            | 2023-24          | Est              | 7e               | Atlantique       | 2e               | 47    | 35    | 57,3% | Défaite au premier tour (New York, 2-4) | Nick Nurse                 | [ 75 ]       |
| 2024-25            | 2024-25          | Est              | 13e              | Atlantique       | 5e               | 24    | 58    | 29,3% | - | Nick Nurse                 | [ 76 ]       |
| Saison régulière   | Saison régulière | Saison régulière | Saison régulière | Saison régulière | Saison régulière | 3 125 | 2 898 | 51,9% | |                            |              |
| Playoffs           | Playoffs         | Playoffs         | Playoffs         | Playoffs         | Playoffs         | 251   | 238   | 51,4% | 3 titres NBA | 3 titres NBA               | 3 titres NBA |